# K5 League Busan/Gyeongsangnam-do 2021
Die K5 League Busan/Gyeongsangnam-do 2021 ist die dritte Spielzeit als höchste Amateurspielklasse im südkoreanischen Fußball. Die Saison begann am 11. April und endet voraussichtlich am 4. Juli 2021. Anschließend folgen die Play-off-Spiele.

## Teilnehmer und ihre Spielstätten
| Team                                  | Stadt                                 | Heimstadion                                                         | In der Liga seit                      | Vorjahresplatzierung                  |                                       |
| K5 League Busan/Gyeongsangnam-do 2021 | K5 League Busan/Gyeongsangnam-do 2021 | K5 League Busan/Gyeongsangnam-do 2021                               | K5 League Busan/Gyeongsangnam-do 2021 | K5 League Busan/Gyeongsangnam-do 2021 | K5 League Busan/Gyeongsangnam-do 2021 |
| ------------------------------------- | ------------------------------------- | ------------------------------------------------------------------- | ------------------------------------- | ------------------------------------- | ------------------------------------- |
| Gimhae Jaemiks FC                     | Gimhae                                | Yangsan-Stadion Gimhae-Städtischer-Sportpark Changwon-Fußballcenter | 2019                                  | Staffelmeister                        |                                       |
| Changwon Ungsan FC                    | Changwon                              | Yangsan-Stadion Gimhae-Städtischer-Sportpark Changwon-Fußballcenter | 2019                                  | 3. Platz                              |                                       |
| Changwon Onetouch FC                  | Changwon                              | Yangsan-Stadion Gimhae-Städtischer-Sportpark Changwon-Fußballcenter | 2021                                  | Aufsteiger aus der K6 League          |                                       |
| Yangsan Eogok FC                      | Yangsan                               | Yangsan-Stadion Gimhae-Städtischer-Sportpark Changwon-Fußballcenter | 2019                                  | 2. Platz                              |                                       |
| Busan Dongnaegu Myeongnyung           | Busan-Dongnae-gu                      | Yangsan-Stadion Gimhae-Städtischer-Sportpark Changwon-Fußballcenter | 2019                                  | 5. Platz                              |                                       |
| Busan Namgu Gamman FC                 | Busan-Nam-gu                          | Yangsan-Stadion Gimhae-Städtischer-Sportpark Changwon-Fußballcenter | 2020                                  | 4. Platz                              |                                       |
| Busan Namgu Yongdang FC               | Busan-Nam-gu                          | Yangsan-Stadion Gimhae-Städtischer-Sportpark Changwon-Fußballcenter | 2021                                  | Aufsteiger aus der K6 League          |                                       |

## Reguläre Saison
| Pl.                     | Verein                      | Sp. | S | U | N | Tore    | Diff. | Punkte |
| ----------------------- | --------------------------- | --- | - | - | - | ------- | ----- | ------ |
| 1.                      | Gimhae Jaemiks FC (M)       | 9   | 6 | 2 | 1 | 027:120 | +15   | 20     |
| 2.                      | Changwon Onetouch FC (N)    | 9   | 5 | 3 | 1 | 032:220 | +10   | 18     |
| 3.                      | Busan Namgu Yongdang FC (N) | 9   | 6 | 0 | 3 | 023:190 | +4    | 18     |
| 4.                      | Yangsan Eogok FC            | 9   | 4 | 0 | 5 | 036:200 | +16   | 12     |
| 5.                      | Changwon Ungsan FC          | 8   | 3 | 1 | 4 | 016:210 | −5    | 10     |
| 6.                      | Busan Dongnaegu Myeongnyung | 7   | 2 | 0 | 5 | 008:290 | −21   | 06     |
| 7.                      | Busan Namgu Gamman FC       | 7   | 0 | 0 | 7 | 005:230 | −18   | 0      |
| Stand: 17. Oktober 2021 |                             |     |   |   |   |         |       |        |

| Zum 10. Spieltag:                                                                                           |  |
| Qualifikation zur K5-League-Meisterschaft und Qualifikation zum Korean FA Cup 2022 Abstieg in die K6 League |  |
| |  |
| Zum Saisonende 2020:                                                                                        |  |
| (M) Vorjahres Staffelsieger                                                                                 |  |
| (N) Aufsteiger aus der K6 League                                                                            |  |

## Statistik

### Torschützenliste
Bei gleicher Anzahl von Treffern sind die Spieler alphabetisch geordnet.
| 01                       |
| Stand: Saisonbeginn 2021 |

## Spielplan

### Hinrunde
| Datum              | Spielort               | Heimmannschaft              | Auswärtsmannschaft          | Ergebnis |
| ------------------ | ---------------------- | --------------------------- | --------------------------- | -------- |
| 1. Spieltag        |                        |                             |                             |          |
| 11. April 2021     | Yangsan-Stadion        | Gimhae Jaemiks FC           | Changwon Ungsan FC          | 4:1      |
| 11. April 2021     | Yangsan-Stadion        | Busan Namgu Yongdang FC     | Busan Namgu Gamman FC       | 2:1      |
| 11. April 2021     | Yangsan-Stadion        | Changwon Onetouch FC        | Busan Dongnaegu Myeongnyung | 5:2      |
| 2. Spieltag        |                        |                             |                             |          |
| 18. April 2021     | Yangsan-Stadion        | Yangsan Eogok FC            | Busan Namgu Gamman FC       | 3:0      |
| 18. April 2021     | Yangsan-Stadion        | Gimhae Jaemiks FC           | Busan Dongnaegu Myeongnyung | 8:0      |
| 18. April 2021     | Yangsan-Stadion        | Busan Namgu Yongdang FC     | Changwon Onetouch FC        | 2:4      |
| 3. Spieltag        |                        |                             |                             |          |
| 13. Juni 2021      | Changwon-Fußballcenter | Changwon Ungsan FC          | Busan Dongnaegu Myeongnyung | 3:1      |
| 13. Juni 2021      | Changwon-Fußballcenter | Yangsan Eogok FC            | Changwon Onetouch FC        | 2:3      |
| 13. Juni 2021      | Changwon-Fußballcenter | Gimhae Jaemiks FC           | Busan Namgu Yongdang FC     | 2:1      |
| 4. Spieltag        |                        |                             |                             |          |
| 27. Juni 2021      | Changwon-Fußballcenter | Busan Namgu Gamman FC       | Changwon Onetouch FC        | 1:4      |
| 27. Juni 2021      | Changwon-Fußballcenter | Changwon Ungsan FC          | Busan Namgu Yongdang FC     | 0:3      |
| 27. Juni 2021      | Changwon-Fußballcenter | Yangsan Eogok FC            | Gimhae Jaemiks FC           | 2:3      |
| 5. Spieltag        |                        |                             |                             |          |
| 4. Juli 2021       | Changwon-Fußballcenter | Busan Dongnaegu Myeongnyung | Busan Namgu Yongdang FC     | 0:5      |
| 4. Juli 2021       | Changwon-Fußballcenter | Busan Namgu Gamman FC       | Gimhae Jaemiks FC           | 2:4      |
| 4. Juli 2021       | Changwon-Fußballcenter | Changwon Ungsan FC          | Yangsan Eogok FC            | 1:8      |
| 6. Spieltag        |                        |                             |                             |          |
| 11. Juli 2021      | Changwon-Fußballcenter | Changwon Onetouch FC        | Gimhae Jaemiks FC           | 1:1      |
| 11. Juli 2021      | Changwon-Fußballcenter | Busan Dongnaegu Myeongnyung | Yangsan Eogok FC            | 0:7      |
| 11. Juli 2021      | Changwon-Fußballcenter | Busan Namgu Gamman FC       | Changwon Ungsan FC          | 0:5      |
| 7. Spieltag        |                        |                             |                             |          |
| 12. September 2021 | Changwon-Fußballcenter | Busan Namgu Yongdang FC     | Yangsan Eogok FC            | 2:1      |
| 12. September 2021 | Changwon-Fußballcenter | Changwon Onetouch FC        | Changwon Ungsan FC          | 3:3      |
| 12. September 2021 | Changwon-Fußballcenter | Busan Dongnaegu Myeongnyung | Busan Namgu Gamman FC       | 2:1      |

### Rückrunde
| Datum            | Spielort               | Heimmannschaft              | Auswärtsmannschaft      | Ergebnis |
| ---------------- | ---------------------- | --------------------------- | ----------------------- | -------- |
| 8. Spieltag      |                        |                             |                         |          |
| 3. Oktober 2021  | Gimhae-Stadion         | Gimhae Jaemiks FC           | Busan Namgu Yongdang FC | 1:2      |
| 3. Oktober 2021  | Gimhae-Stadion         | Changwon Onetouch FC        | Yangsan Eogok FC        | 4:8      |
| 3. Oktober 2021  | Gimhae-Stadion         | Changwon Ungsan FC          | Busan Namgu Gamman FC   | 3:0      |
| 9. Spieltag      |                        |                             |                         |          |
| 10. Oktober 2021 | Gimhae-Stadion         | Busan Namgu Yongdang FC     | Changwon Onetouch FC    | 2:7      |
| 10. Oktober 2021 | Gimhae-Stadion         | Yangsan Eogok FC            | Gimhae Jaemiks FC       | 2:3      |
| 10. Oktober 2021 | Gimhae-Stadion         | Busan Dongnaegu Myeongnyung | Changwon Ungsan FC      | 3:0      |
| 10. Spieltag     |                        |                             |                         |          |
| 17. Oktober 2021 | Changwon-Fußballcenter | Yangsan Eogok FC            | Busan Namgu Yongdang FC | 3:4      |
| 17. Oktober 2021 | Changwon-Fußballcenter | Busan Dongnaegu Myeongnyung | Busan Namgu Gamman FC   | -:-      |
| 17. Oktober 2021 | Changwon-Fußballcenter | Gimhae Jaemiks FC           | Changwon Onetouch FC    | 1:1      |